# CODA: Ребёнок глухих родителей
«CODA: Ребёнок глухих родителей» (англ. CODA) — комедийно-драматический фильм 2021 года о взрослении, англоязычный ремейк французской ленты «Семейство Белье», снятый режиссёром Шан Хейдер по собственному сценарию. Эмилия Джонс сыграла Руби — CODA (англ. child of deaf adult, рус. ребёнок глухих взрослых), единственного слышащего члена семьи, которая изо всех сил пытается сбалансировать свою жизнь, одновременно помогая семейному рыболовному бизнесу и развивая свой певческий талант. Другие роли сыграли Эухенио Дербес, Трой Коцур, Фердия Уолш-Пило, Дэниэл Дюран, Марли Мэтлин.
Премьера «CODA» состоялась 28 января 2021 года на кинофестивале «Сандэнс». Компания Apple купила права на дистрибуцию за рекордные для фестиваля $25 млн. Фильм вышел в прокат и дебютировал на стриминг-сервисе Apple TV+ в один день, 13 августа 2021 года. Он получил всеобщее признание критиков, был назван одним из 10 лучших фильмов года, удостоился ряда наград, в том числе трёх премий «Оскар». Стал первым лауреатом «Оскара» в категории «Лучший фильм» от Apple и с преимущественно глухими или слабо слышащими актёрами в главных ролях (Коцур, Мэтлин и Дюран).

## Сюжет
В Глостере, Массачусетс, живёт Руби — единственный слышащий член семьи Росси; её родители Фрэнк и Джеки и старший брат Лео являются частью культуры глухих. Руби помогает в семейном рыболовном бизнесе и планирует, окончив школу, перейти на полный рабочий день. Из-за своей семьи Руби — изгой в школе. У неё есть лишь одна близкая подруга Герти. Узнав, что одноклассник Майлз, который ей нравится, записался в школьный хор, Руби импульсивно делает то же самое, несмотря на осуждение со стороны Герти. Хором руководит Бернардо «мистер Ви» Вильялобос, который на первом занятии предлагает ученикам спеть «Happy Birthday to You» для определения высоты их голосов. Столкнувшись с необходимостью петь перед классом, Руби впадает в панику и убегает. Позже она возвращается к мистеру Ви и объясняет, что в детстве над ней издевались за то, что она смешно разговаривала. Мистер Ви принимает Руби обратно в хор, говоря ей, что здесь есть место для всех видов голосов. Позже он понимает, что у Руби прекрасный голос.
Руби и Майлз должны спеть дуэтом на школьном концерте. Мистер Ви недоволен их подготовкой и настаивает на совместных репетициях. Руби приглашает Майлза к себе домой, но их прерывают родители девочки, громко занимающиеся сексом в соседней комнате. Ситуация становится ещё более неловкой, когда Фрэнк, решив, что Майлз встречается с Руби, пытается рассказать ему о контрацепции с помощью мимики и жестов. На следующий день над девочкой смеются одноклассники. Майлз объясняет, что рассказал о случившемся только своему другу Джею, но от него узнала вся школа. Руби прощает Майлза, они возобновляют репетиции и начинают встречаться.
Тем временем Фрэнк и Лео с трудом сводят концы с концами в рыболовном бизнесе, так как местный совет вводит новые сборы и штрафы. На заседании правления Фрэнк объявляет, что открывает собственную компанию, чтобы обойти новые ограничения и самостоятельно продавать рыбу. Он рассчитывает на помощь Руби, которая должна общаться с людьми и распространять информацию. Мистер Ви предлагает Руби частные занятия для поступления в Музыкальный колледж Беркли. Она соглашается, но позже начинает опаздывать на уроки из-за семейного бизнеса. Мистер Ви отчитывает Руби и отменяет занятия. Расстроенная девочка отказывается помогать родным. Во время одного из выходов в море Фрэнка и Лео задерживает береговая охрана, так как они не отвечали на корабельные гудки и радиосигналы. Их обязывают выплатить штраф, чтобы сохранить лицензию, и нанять сурдопереводчика, постоянно находящегося на борту. Руби решает вместо поступления в Беркли перейти в семейный бизнес на полный рабочий день. Родители поддерживают это решение, но Лео настаивает, что справиться можно и без Руби.
Герти находит возможность общаться с Лео, который давно ей нравится, и начинает с ним встречаться. Родные Руби приходят на школьный концерт и замечают восторженную реакцию зрителей (сами они не могут услышать пение). Вечером Фрэнк просит Руби спеть для него песню, прикоснувшись к её горлу и ощущая вибрации её голосовых связок. На следующее утро вся семья едет с Руби в Бостон на её прослушивание в Беркли. Росси прокрадываются на балкон, чтобы посмотреть на выступление. Руби нервничает, но, увидев родителей и брата, обретает уверенность в себе. Во время пения она показывает знаки жестового языка, чтобы семья могла понять, о чём она поёт. Руби принимают в Беркли, она просит Майлза навестить её как-нибудь в Бостоне. Тем временем глостерские рыболовы изучают жестовый язык, общаясь с семьёй Росси и помогая ей понимать окружающих. Герти отвозит Руби в Бостон, во время прощания Руби показывает своей семье жест «Я правда люблю вас».

## В ролях
- Эмилия Джонс — Руби Росси
- Трой Коцур — Фрэнк Росси, отец Руби
- Марли Мэтлин — Джеки Росси, мать Руби
- Дэниэл Дюран[англ.] — Лео Росси, брат Руби
- Эухенио Дербес — Бернардо «мистер Ви» Вильялобос
- Фердия Уолш-Пило — Майлз
- Эми Форсайт[англ.] — Герти
- Кевин Чэпмен — Брэди
- Джон Фиоре — Тони Сальгадо
- Лонни Фармер — Артур

## Создание и оценки
Шан Хейдер, поставившая фильм по собственному сценарию, около года изучала амслен (американский жестовый язык) и жизнь глухих, чтобы события в фильме выглядели максимально реалистично. Родителей и брата главной героини сыграли глухие актёры. Спонсоры были против такого решения, но уступили под угрозой ухода Марли Мэтлин.
Премьера состоялась 28 января 2021 года на фестивале «Сандэнс», в рамках Американского драматического конкурса. Из-за пандемии COVID-19 показ ленты прошёл в виртуальном формате. Фильм получил «Большой приз американского жюри», «Приз американских зрительских симпатий в драме» и «Специальную награду жюри за актёрский ансамбль». Шан Хейдер была признана лучшим режиссёром американской драмы.
Через два дня после премьеры ленты компания Apple купила права на дистрибуцию за рекордные для фестиваля $25 млн. Фильм вышел 13 августа 2021 года в кинотеатрах и на стриминг-сервисе Apple TV+ в некоторых странах. С 15 по 27 февраля 2022 года в ряде кинотеатров прошли бесплатные показы.
По данным агентства «Франс-Пресс», после премьеры фильм получил «немедленные восторженные отзывы», в частности от изданий Variety и Deadline Hollywood. Обозреватель IndieWire написал, что Хейдер сняла интересную для публики слёзовыжимательную картину, которая соберёт хорошую кассу. Рецензент USA Today охарактеризовал «CODA» как «перезагрузку традиционной подростковой романтики и истории о взрослении, насыщенную мощной репрезентацией сообщества глухих».
На сайте-агрегаторе рецензий Rotten Tomatoes фильм получил рейтинг 95 % со средней оценкой 7,9/10. Критики с этого ресурса констатировали, что в сюжете «CODA» мало неожиданностей, но картина впечатляет благодаря качественной режиссуре и «потрясающему актёрскому коллективу» во главе с Эмилии Джонс. На сайте Metacritic картина получила 74 балла из 100, что означает «преимущественно положительные отзывы».
Бенджамин Ли (The Guardian) назвал фильм «в основном приятным», но слишком шаблонным и рассчитанным в первую очередь на эмоциональный отклик. По мнению Жанетт Катсулис (New York Times), «искреннее принятие культуры глухих возвышает эту в остальном обычную историю о талантливом подростке, оказавшемся между амбициями и лояльностью». Оуэн Гилберман из Variety отметил искренность и увлекательность фильма, высоко оценил игру Джонса и Коцура. Джон Фрош из The Hollywood Reporter написал в своей рецензии, что «CODA» «добросовестно прорабатывает список сюжетов из школьных комедий, драм об инвалидах, рассказов о музыкальных вундеркиндах и вдохновляющих учителей историй о совершеннолетии молодых людей, борющихся за независимость». Энн Хорнадей из The Washington Post назвала «CODA» старомодным фильмом, выигрывающим благодаря талантливому актёрскому составу и искренним интонациям.
По мнению Томрис Лаффри (RogerEbert.com), «изменив формулу и поместив узнаваемую историю в новое, возможно, даже революционное оформление с такой любовью и остротой восприятия, Шан Хейдер сотворила со своим фильмом не что иное, как трогательное чудо». Брайан Лоури из CNN описал «CODA» как «маленький фильм, который берёт все нужные ноты». Тим Роби (The Telegraph) раскритиковал картину как «драмеди, в которой можно было бы пойти на больший риск»: по его мнению, сценарий многие серьёзные вещи опускает до уровня комедии положений.
«CODA» был назван одним из 10 лучших фильмов года, удостоился ряда наград, в том числе трёх премий «Оскар». Картина стала первым лауреатом «Оскара» в категории «Лучший фильм» от Apple и с преимущественно глухими или слабо слышащими актёрами в главных ролях (Коцур, Мэтлин и Дюран)
Реакция сообщества глухих
СМИ сообщали о разнообразной реакции на фильм членов сообщества глухих. Зрители из этой категории высоко оценивали кастинг и актёрскую игру глухих актёров, отмечали, что представление глухих персонажей как самодостаточных и сексуально активных людей выгодно отличает ленту от снятых ранее. Делберт Уэттер, вице-председатель некоммерческой организации RespectAbility, заявил: «После просмотра стольких историй, в которых люди с ограниченными возможностями изображаются как беспомощные, несчастные души, нуждающиеся в спасении, так приятно видеть историю с глухими персонажами, которые владеют бизнесом и лидируют в своём рыболовном сообществе. Глубина и нюансы их сюжетных арок соперничают с арками слышащих персонажей и даже превосходят таковые». Писательнице Сара Нович, по её словам, «понравилось, что эти персонажи сексуально активны — глухие и инвалиды часто кастрированы или девственны в фильмах и книгах, и это чрезвычайно скучно и неточно».
Писательница Дженна Биком заявила, что в фильме слишком много искажений — особенно в том, что касается «компетентности глухих людей и их способности процветать в 2021 году». По её словам, она «рада тому, что фильм существует, в плане содействия большей репрезентации глухих», но «очень обеспокоена тем, насколько негативно фильм отображает опыт самих глухих и детей глухих родителей». Предположение о том, что глухота исключает возможность наслаждаться музыкой или понимать чужое удовольствие, Биком (глухая мать певицы) назвала необоснованным. Критике со стороны Биком и Нович подверглись и те эпизоды, в которых ребёнок занимается сурдопереводом для родителей даже в ситуациях, когда в соответствии с Законом об американцах с ограниченными возможностями требуются услуги профессионала.

## Награды и номинации
| Премия                              | Категория                                 | Номинант                                                                 | Результат |
| ----------------------------------- | ----------------------------------------- | ------------------------------------------------------------------------ | --------- |
| «Оскар»                             | Лучший фильм                              | Филипп Русле, Фабрис Жанферми, Патрик Васбергер                          | Победа    |
| «Оскар»                             | Лучшая мужская роль второго плана         | Трой Коцур                                                               | Победа    |
| «Оскар»                             | Лучший адаптированный сценарий            | Шан Хейдер                                                               | Победа    |
| «Золотой глобус»                    | Лучший фильм — драма                      |                                                                          | Номинация |
| «Золотой глобус»                    | Лучшая мужская роль второго плана         | Трой Коцур                                                               | Номинация |
| BAFTA                               | Лучшая женская роль                       | Эмилия Джонс                                                             | Номинация |
| BAFTA                               | Лучшая мужская роль второго плана         | Трой Коцур                                                               | Победа    |
| BAFTA                               | Лучший адаптированный сценарий            | Шан Хейдер                                                               | Победа    |
| «Выбор критиков»                    | Лучший фильм                              |                                                                          | Номинация |
| «Выбор критиков»                    | Лучшая мужская роль второго плана         | Трой Коцур                                                               | Победа    |
| «Выбор критиков»                    | Лучший молодой актёр или актриса          | Эмилия Джонс                                                             | Номинация |
| «Выбор критиков»                    | Лучший адаптированный сценарий            | Шан Хейдер                                                               | Номинация |
| «Независимый дух»                   | Лучшая мужская роль второго плана         | Трой Коцур                                                               | Победа    |
| «Спутник»                           | Лучший фильм — драма                      |                                                                          | Номинация |
| «Спутник»                           | Лучшая женская роль второго плана — драма | Марли Мэтлин                                                             | Номинация |
| «Спутник»                           | Лучший адаптированный сценарий            | Шан Хейдер                                                               | Победа    |
| «Спутник»                           | Лучшая песня                              | Ник Бакстер, Шан Хейдер, Мариус де Ври, Мэтт Дэйхен («Beyond the Shore») | Номинация |
| Национальный совет кинокритиков США | Топ 10 лучших независимых фильмов года    |                                                                          | Победа    |
| Премия Гильдии киноактёров США      | Лучшая мужская роль второго плана         | Трой Коцур                                                               | Победа    |
| Премия Гильдии киноактёров США      | Лучший актёрский состав                   |                                                                          | Победа    |
| Премия Гильдии продюсеров США       | Лучший фильм                              | Филипп Русле, Фабрис Жанферми, Патрик Васбергер                          | Победа    |
| Премия Гильдии сценаристов США      | Лучший адаптированный сценарий            | Шан Хейдер                                                               | Победа    |